# 나가토 (전함)
나가토는 일본 제국 해군이 건조한 전함이다. 나가토급 전함의 1번함으로서 “전함 나가토”도 불린다.

## 특징
나가토 전함은 전장 215.8 m (708 ft 0 in) 선폭 29.02 m (95 ft 3 in) 흘수 9.08 m (29 ft 9 in)에 달하는 거대한 전함이었다. 야마토 전함보다는 작지만 야마토 전함보다도 나가토 전함이 일본 국민들에게 더 친숙한 전함이다. 1923년 관동 대지진때 나가토는 자매함 무츠와 함께 큐슈로 가서 난민들을 지원한 이력이 있다. 나중엔 21식 대공 레이더와 13식 조기 경보 레이다등이 마스트에 장착된다.

## 주요 전투

### 레이테만 전투
시부 얀 해의 전투 10월 24일에, 나가토는 미국의 급강하 폭격기의 공격을 받았다. 14시 16분에 이 전함은 비행기에서 폭격하는 폭탄을 맞았다. 두 폭탄은 제1보일러실과 공기흡기구를 손상시켰다. 두 개의 폭탄에 의해 52명이 전사했다. 부상자는 알 수 없다. 10월 25일의 아침에, 레이테만을 침략하고 있는 미군에 맞서서 전투에 투입됐다. 이렇게 벌어진 사마르 오프 전투는 미 3함대와 일 중앙함대의 싸움이었다. 미국측의 전력은 호위항모 6척. 구축함 7척. 항공기 400대(1,2,3함대)였다. 일본측의 전력은 전함 4척 중순양함 6척. 경순양함 2척. 구축함 11척 카미카제 항공기 30대였다.
미국의 손실은 다음과 같다. 2척 호위항모 침몰,3척 구축함 침몰,23기 항공기 손실,3척 호위항모 손상,3척 구축함 손상,1,583명 전사자,913명 부상자. 일본측의 손실은 다음과 같다. 3척 중순양함 침몰,3척 중순양함 손상,1척 구축함 손상, 52기 항공기 손실,사상자 불명. 마지막 2일의 기간 동안 점함에서 38명의 선원들이 죽고 105명이 부상당하면서 99발의 410mm 및 653발의 140mm 포탄을 발사했다.

## 항공기
나가토 전함에 내장됐던 항공기는 요코스카 복엽기였다. 미쓰비시 220마력 엔진을 탑재한 수상기이다.

## 전후 처리
1946년 7월, 비키니 환초에서 실시된 미국의 수소폭탄 실험 표적함으로 최후를 맞았다.